# واحد (کلاردشت)
واحد، روستایی است از توابع بخش مرکزی شهرستان کلاردشت در استان مازندران ایران.

## جمعیت
این روستا در دهستان کلاردشت غربی قرار دارد و براساس سرشماری مرکز آمار ایران در سال ۱۳۹۵، جمعیت آن ۷۴۲ نفر (۲۳۷خانوار) بوده‌است. مردم واحد از قومیت طبری هستند. مردم واحد به زبان طبری و گویش کلارستاقی سخن می‌گویند.